# Inermocoelotes xinpingwangi
Inermocoelotes xinpingwangi es una especie de araña araneomorfa del género Inermocoelotes, familia Agelenidae. Fue descrita científicamente por Deltshev en 2009.
Se distribuye por Bulgaria. El cuerpo del macho mide aproximadamente 8,5 milímetros de longitud y el de la hembra 10,75 milímetros.